# 판타스틱 포: 세계 최고의 영웅들
《판타스틱 포: 세계 최고의 영웅들》(영어: Fantastic Four: World's Greatest Heroes)은 미국 카툰 네트워크 채널에서 방영된 TV 애니메이션 시리즈로, 마블 코믹스의 판타스틱 포를 주인공으로 하는 작품이다. 주인공 판타스틱 포 역할에는 히로 가나가와, 라라 길크리스트, 크리스토퍼 제이컷, 브라이언 돕슨이 각각 미스터 판타스틱, 인비지블우먼, 휴먼 토치, 싱 역 성우를 맡았다.

## 성우진

### 주연
- 히로 가나가와 - 리드 리처즈 / 미스터 판타스틱
- 라라 길크리스트 - 수전 스톰 / 인비지블우먼
- 크리스토퍼 제이컷 - 조니 스톰 / 휴먼 토치
- 브라이언 돕슨 - 벤 그림 / 싱
- 새뮤얼 빈센트 - 허비, 트랩스터, 피터 파커
- 폴 돕슨 - 빅터 폰 둠 / 닥터 둠
- 수니타 쁘라삿 - 얼리샤 마스터스

### 조연
- 마크 아처슨 - 아투마
- 마이클 애덤스웨이트 - 네이머
- 돈 브라운 - 헨리 피터 가이릭
- 트레버 더발 - 디아블로
- 마이클 돕슨 - 로난, 미스터 보너데이비스
- 브라이언 드러먼드 - 프랫 요원
- 로라 드러먼드 - 코트니 보너데이비스
- 마크 기번 - 헐크
- 조너선 홈스 - 위저드
- 앤드루 카바다스 - 브루스 배너 박사
- 데이비드 케이 - 토니 스타크 / 아이언맨
- 테리 클래슨 - 임파서블맨
- 스콧 맥닐 - 어나일러스
- 콜린 머독 - 윌리 럼프킨
- 피터 뉴 - 괴짜 루퍼트
- 존 노백 - 슈프림 인텔리전스
- 마크 올리버 - 클러트 사령관 / 슈퍼스크럴
- 존 페인 - 행크 핌 / 앤트맨
- 앨빈 샌더스 - 필립 마스터 / 퍼펫 마스터
- 리베카 쇼이킷 - 제니퍼 월터스 / 쉬헐크, 스쿼럴걸
- 비너스 터조 - 루치아 폰 바르다스
- 리 토커 - 터미너스